# Antennuloniscus ornatus
Antennuloniscus ornatus är en kräftdjursart som beskrevs av Menzies 1962. Antennuloniscus ornatus ingår i släktet Antennuloniscus och familjen Haploniscidae. Inga underarter finns listade i Catalogue of Life.